# Avala Film
Avala Film (en serbe cyrillique : Авала филм) est une société de production cinématographique yougoslave et serbe créée en 1945. Elle a produit plus de 400 documentaires et 200 films yougoslaves et 120 films en coproduction. Ses productions ont obtenu plus de 200 récompenses, notamment au Festival de Cannes, aux Golden Globes de Los Angeles, ainsi que l'Ours d'or du Festival de Berlin,. La privatisation de la société a été annoncée en 2009. En 2011, la société était menacée de faillite.
Le premier film produit par Avala film a été Slavica de Vjekoslav Afrić, en 1947.

## Filmographie
Avala film a produit les films suivants :
- 1947 : Slavica de Vjekoslav Afrić
- 1948 : Besmrtna mladost de Vojislav Nanović
- 1948 : Život je naš de Gustav Gavrin
- 1948 : Sofka de Radoš Novaković
- 1951 : Poslednji dan de Vladimir Pogačić
- 1951 : Dečak Mita de Radoš Novaković
- 1952 : Hoja ! Lero ! de Vjekoslav Afrić
- 1952 : Svi na more de Sava Popović
- 1953 : Opštinsko dete de Puriša Đorđević
- 1953 : Équinoxe (Nevjera) de Vladimir Pogačić, en compétition au Festival de Cannes[4]
- 1953 : Ciganka de Vojislav Nanović
- 1953 : Bila sam jača de 	Gustav Gavrin
- 1953 : Daleko je sunce de Radoš Novaković
- 1954 : Sumnjivo lice
- 1954 : Anikina vremena de Vladimir Pogačić
- 1955 : Krvavi put de Kåre Bergstrøm et Radoš Novaković
- 1955 : Pesma sa Kumbare de Radoš Novaković
- 1956 : Potraga
- 1956 : Veliki i mali de 	Vladimir Pogačić
- 1956 : Cipelice na asfaltu de Ljubomir Radičević et Zdravko Randić
- 1957 : Pop Ćira i pop Spira de Soja Jovanović
- 1957 : Subotom uveče de Vladimir Pogačić
- 1957 : Potraži Vandu Kos
- 1958 : Aleksa Dundić de Leonid Loukov
- 1958 : Četiri kilometra na sat de Velimir Stojanović
- 1959 : Sam
- 1959 : Osma vrata
- 1959 : Kapo Mamula
- 1959 : Vetar je stao pred zoru
- 1960 : Diližansa snova de Soja Jovanović
- 1960 : Ljubav i moda de Ljubomir Radičević
- 1960 : Zajednički stan
- 1960 : Bolje je umeti de Vojislav Nanović
- 1961 : Prvi građanin male varoši
- 1961 : Karolina Riječka de Vladimir Pogacić
- 1961 : Nema malih bogova de Radivoje Lola Đukić
- 1961 : Uzavreli grad
- 1961 : Elle et lui (Dvoje) d'Aleksandar Petrović
- 1961 : Pesma
- 1961 : Sreća u torbi de Radivoje Lola Đukić
- 1961 : Izbiračica de Dimitrije Đurković et Marijan Vajda
- 1962 : Sibirska ledi Magbet
- 1962 : Prekobrojna de Branko Bauer
- 1962 : Une jeune fille étrange (Čudna devojka) de Jovan Živanović
- 1962 : Dr de Soja Jovanović
- 1962 : Saša
- 1962 : Obračun
- 1963 : Zemljaci
- 1963 : Dani
- 1963 : Ostrva
- 1963 : Čovek i zver
- 1963 : Desant na Drvar de Fadil Hadžić
- 1963 : Dve noći u jednom danu de Radenko Ostojić
- 1963 : Operacija Ticijan
- 1963 : Radopolje
- 1964 : Čovek iz hrastove šume de Miodrag Popović
- 1964 : Muški izlet de Wolfgang Staudte
- 1964 : Lito vilovito
- 1964 : Put oko sveta de Soja Jovanović
- 1964 : Službeni položaj de Fadil Hadžić
- 1964 : Marš na Drinu
- 1965 : Tri d'Aleksandar Petrović, nommé pour l'Oscar du meilleur film en langue étrangère
- 1965 : L'homme n'est pas un oiseau (Čovek nije tica) de Dušan Makavejev
- 1965 : Doći i ostati de Branko Bauer
- 1965 : Devojka
- 1965 : Gorki deo reke de Jovan Živanović
- 1965 : Inspektor de Milo Đukanović
- 1966 : Gorke trave
- 1966 : Orlovi rano lete de Soja Jovanović
- 1966 : Roj
- 1966 : Štićenik
- 1966 : Vreme ljubavi
- 1966 : Povratak
- 1966 : San, en compétition à la Berlinale 1967[5]
- 1966 : Pre rata de Vuk Babić
- 1966 : Tople godine
- 1966 : Vojnik
- 1966 : Kako su se voleli Romeo i Julija
- 1967 : Une affaire de cœur : La tragédie d'une employée des P.T.T. (Ljubavni slučaj ili tragedija službenice PTT) de Dušan Makavejev
- 1967 : J'ai même rencontré des tziganes heureux (Skupljači perja) de Aleksandar Petrovic, Grand prix spécial du jury au Festival de Cannes, Prix de la Critique Internationale - F.I.P.R.E.S.C.I.[6]
- 1967 : Palma među palmama
- 1967 : Bokseri idu u raj de Branko Ćelović
- 1967 : Bomba u deset i deset
- 1967 : Dim de Slobodan Kosovalić
- 1967 : Fruits amers de Jacqueline Audry
- 1967 : Dobar vetar Plava ptico de Mihail Eršov
- 1968 : Sirota Marija
- 1968 : Pohod
- 1968 : Nevinost bez zaštite
- 1968 : Podne
- 1968 : Sveti pesak
- 1968 : Delije de Miodrag Popović
- 1968 : Kad golubovi polete de Vlastimir Radovanović
- 1968 : Bekstva de Radoš Novaković
- 1968 : Ima ljubavi, nema ljubavi de Nikola Rajić
- 1968 : Uzrok smrti ne pominjati
- 1968 : Višnja na Tašmajdanu
- 1968 : Il pleut dans mon village (Biće skoro propast sveta) d'Aleksandar Petrović, en compétition au Festival de Cannes[7]
- 1969 : Gospođica doktor - špijunka bez imena
- 1969 : Travaux précoces (Rani radovi) de Želimir Žilnik
- 1969 : Oseka
- 1969 : Vrane
- 1969 : Zazidani
- 1969 : Cross Country
- 1970 : Lilika
- 1970 : Burduš
- 1973 : Paja i Jare - kamiondžije
- 1973 : Bombaši
- 1974 : Derviš i smrt de Zdravko Velimirović
- 1974 : Partizani
- 1974 : Crveni udar de Predrag Golubović
- 1975 : Kičma
- 1975 : Zimovanje u Jakobsfeldu de Branko Bauer
- 1975 : Naivko de Jovan Živanović
- 1976 : Salaš u malom ritu de Branko Bauer
- 1976 : Vojnikova ljubav
- 1976 : Povratak otpisanih d'Aleksandar Đorđević
- 1977 : Ljubavni život Budimira Trajkovića de Dejan Karaklajić
- 1977 : Beštije de Živko Nikolić
- 1978 : Nije nego
- 1978 : Miris zemlje
- 1978 : Tigar de Milan Jelić
- 1978 : Trener
- 1978 : Dvoboj za južnu prugu de Zdravko Velimirović
- 1978 : Tren de Stole Janković
- 1979 : Radio Vihor zove Anđeliju
- 1979 : Osvajanje slobode de Zdravko Šotra
- 1979 : Drugarčine de Mića Milošević
- 1979 : Jovana Lukina de Živko Nikolić
- 1980 : Srećna porodica
- 1980 : Svetozar Marković
- 1980 : Rad na određeno vreme de Milan Jelić
- 1980 : Snovi, život, smrt Filipa Filipovića de Miloš Radivojević
- 1981 : Dečko koji obećava de Miloš Radivojević
- 1981 : Dorotej de Zdravko Velimirović
- 1981 : Berlin kaput de Mica Milosević
- 1981 : Šesta brzina de Zdravko Šotra
- 1981 : Banović Strahinja
- 1981 : Kraljevski voz d'Aleksandar Đorđević
- 1981 : Lov u mutnom
- 1982 : Savamala
- 1982 : Smrt gospodina Goluže de Živko Nikolić
- 1982 : Daleko nebo
- 1982 : Moj tata na određeno vreme de Milan Jelić
- 1982 : Sablazan de Dragan Jovanović
- 1983 : Halo taksi de Vlastimir Radovanović
- 1987 : Déjà vu (Već viđeno) de Goran Marković
- 1987 : Dogodilo se na današnji dan de Miroslav Lekić
- 1988 : Život sa stricem de Krsto Papić
- 1988 : Kuća pored pruge de Žarko Dragojević
- 1988 : Tajna manastirske rakije de Slobodan Šijan
- 1988 : Klopka de Suada Kapić
- 1988 : Zaboravljeni
- 1988 : Tako se kalio čelik de Želimir Žilnik
- 1988 : Remington
- 1989 : Najbolji de Dejan Šorak
- 1989 : Boris Godunov
- 1989 : Prljavi film
- 1989 : Atoski vrtovi - preobraženje de Stojan Stojčić
- 1989 : Kako je propao rokenrol de Zoran Pezo, Vladimir Slavica et Goran Gajić
- 1989 : Point de rencontre (Sabirni centar) de Goran Marković, Grande Arène d'or du Festival du film de Pula
- 1989 : Kuduz d'Ademir Kenović
- 1989 : Hamburg - Altona
- 1989 : Bolji život de Mihailo Vukobratović, Andrija Đukić et Aleksandar Đorđević
- 1989 : Vampiri su među nama
- 1990 : Čudesan san Džige Vertova
- 1990 : Početni udarac
- 1990 : Cubok de Dragan Nikolić
- 1990 : Stela
- 1990 : Granica de Zoran Masirević
- 1990 : Sex - partijski neprijatelj br. 1
- 1991 : Original falsifikata de Dragan Kresoja
- 1991 : Noć u kući moje majke
- 1992 : Policajac sa Petlovog Brda
- 1992 : Tito et moi (Tito i ja) de Goran Marković
- 1992 : Velika frka de Milan Jelić
- 1992 : Mi nismo anđeli de Srđan Dragojević
- 1992 : Bulevar Revolucije de Vladimir Blaževski
- 1992 : Uvod u drugi život de Miloš Miša Radivojević
- 1993 : Pun mesec nad Beogradom de Dragan Kresoja
- 1993 : Bolje od bekstva de Miroslav Lekić
- 1994 : Dnevnik uvreda 1993. de Zdravko Šotra
- 1995 : Paket aranžman de Srđan Golubović
- 1998 : Do koske de Slobodan Skerlić
- 1998 : Kupi mi Eliota de Dejan Zečević
- 2000 : Tajna porodičnog blaga d'Aleksandar Đorđević et Mihailo Vukobratović
- 2000 : Senke uspomena de Predrag Velinović